# Высокий (Ханты-Мансийский автономный округ — Югра)
Высо́кий — посёлок городского типа в России, в Ханты-Мансийском автономном округе — Югре. Входит в состав городского округа Мегион.
Население — 6537 чел. (2021).
В черте посёлка расположена железнодорожная станция Мегион.
Большая площадь занята лесом, который богат ягодами, кедровыми шишками, грибами. В лесу много белок и бурундуков.

## Географическое положение
Удалённость городов:
| Город         | Расстояние (км) | Направление   |
| ------------- | --------------- | ------------- |
| Мегион        | 16,5            | юго-восток    |
| Нижневартовск | 40              | юго-восток    |
| Радужный      | 130             | северо-восток |
| Сургут        | 135             | запад         |

## История
Статус посёлка городского типа — с 1982 года. В 2008 году посёлку Высокий возвращён статус посёлка городского типа.

## Население
| 2002  | 2009  | 2010  | 2012  | 2013  | 2014  | 2015  |
| ----- | ----- | ----- | ----- | ----- | ----- | ----- |
| 7463  | ↗8832 | ↘6933 | ↗6962 | ↗6990 | ↗7031 | ↗7041 |
| 2016  | 2017  | 2018  | 2019  | 2020  | 2021  |       |
| ↘7036 | ↘6968 | ↘6949 | ↘6867 | ↘6807 | ↘6537 |       |

## Микрорайоны
- БПТОиКО
- МЖК
- 7-й
- 8-й
- Бахилова
- Дружбы
- Антоненко